# Afroleptomydas saeculus
Afroleptomydas saeculus är en tvåvingeart som beskrevs av Hesse 1969. Afroleptomydas saeculus ingår i släktet Afroleptomydas och familjen Mydidae. Inga underarter finns listade i Catalogue of Life.